# Жорж, Жак
Жак Жорж (фр. Jacques Georges; 30 мая 1916, Сен-Морис-сюр-Мозель, Франция — 25 февраля 2004 года, Сен-Морис-сюр-Мозель) — французский футбольный функционер.

## Биография
Начал карьеру футбольного управленца в 1940-х годах. В 1962 году был избран в верховный совет Федерации футбола Франции (ФФФ), став ответственным за национальную сборную.
Был президентом федерации футбола Франции с 1968 года по 1972 год. В 1983 году Жорж временно возглавил УЕФА после гибели Артемио Франки. Затем в 1984 году он стал четвёртым президентом УЕФА. Во время его президентства были предприняты шаги по обеспечению безопасности на стадионах. Жак Жорж стоял у истоков создания Лиги Чемпионов. Уступил свой пост президента в 1990 году Леннарту Юханссону.